# Prä-mRNA
Als prä-mRNA (zu englisch pre-mRNA, kurz für englisch precursor messenger ribonucleic acid) oder prä-mRNS meist gleichbedeutend mit hnRNA (englisch heterogeneous nuclear ribonucleic acid), oder auch als Primärtranskript wird die Vorläuferform der eukaryotischen mRNA bezeichnet.
Die prä-mRNA ist die erste RNA-Form, die als unmittelbares Ergebnis der Transkription im Zuge der Genexpression der Erbinformationen (DNA) als Zwischenschritt zur Proteinbiosynthese (Eiweißsynthese) bei Eukaryoten entsteht. Nicht alle DNA-Abschnitte, die in einem Gen liegen, kodieren tatsächlich für Proteine, sondern nur die als Exons bezeichneten Abschnitte. Bei der Transkription kopiert das Enzym RNA-Polymerase II aber den kompletten Bereich der DNA, inklusive aller nicht-proteincodierender Abschnitte (Introns). Die so entstandene prä-mRNA wird dann durch Anfügen einer Cap-Struktur (am 5'-Ende), eines Poly(A)-Schwanzes und durch Splicing der Introns im Zellkern modifiziert. Dies geschieht teilweise bereits während der Transkription. Die fertig prozessierte RNA wird (reife) mRNA genannt. Diese wird in das Cytoplasma transportiert, wo sie als Bauplan für die Bildung (Translation) der Proteine dient.

## Eukaryoten im Vergleich zu Prokaryoten
Bei Prokaryoten (Bakterien und Archaeen) findet keine Prozessierung statt. Die Prokaryoten-DNA enthält in den meisten Fällen keine Introns, so dass nach der Transkription direkt die mRNA vorliegt, welche meist noch während der Transkription translatiert wird. Dies ermöglicht dann auch Genkontrollmechanismen wie z. B. das trp-Operon.